# Isotoma luticola
Isotoma luticola là loài thực vật có hoa trong họ Hoa chuông. Loài này được Carolin mô tả khoa học đầu tiên năm 1980.